# Yūshi Uchimura
Yūshi Uchimura (jap. 内村祐之 Uchimura Yūshi; ur. 12 listopada 1897 w Tokio, zm. 17 września 1980) – japoński lekarz neurolog i psychiatra.

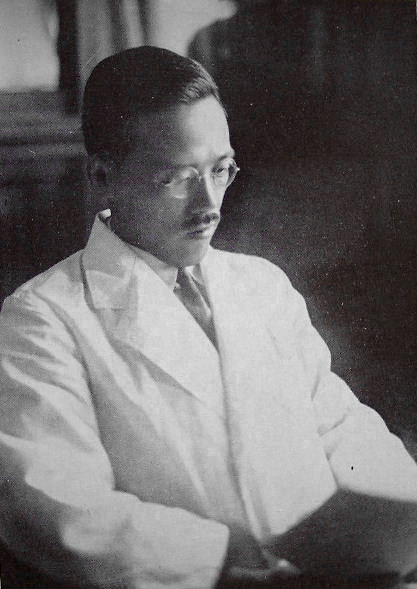
Yūshi Uchimura jako profesor na Uniwersytecie Hokkaido (1934)

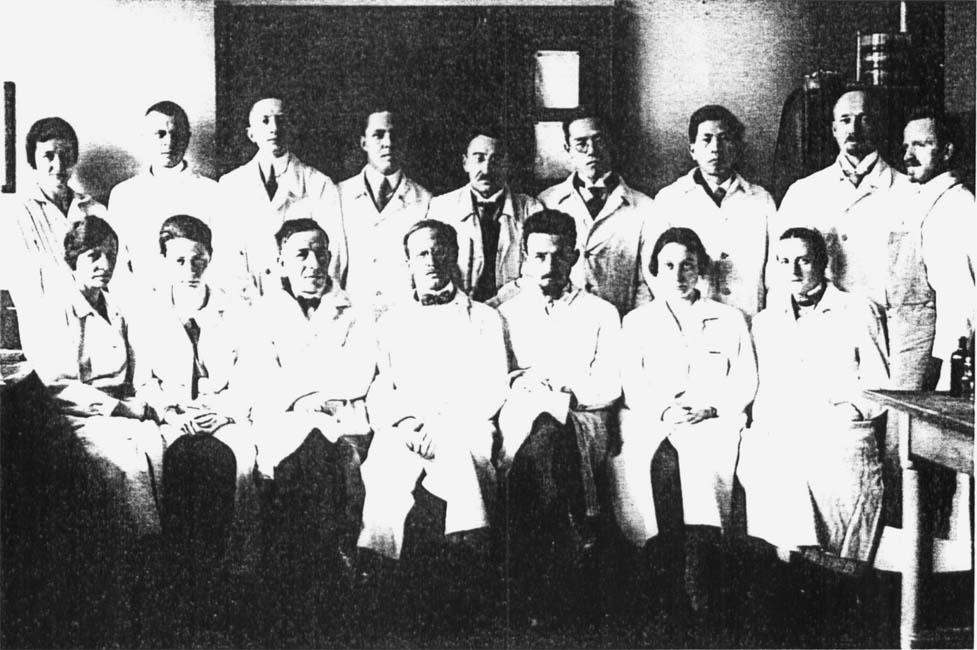
Walther Spielmeyer i jego zespół w 1927. Stoją (od lewej do prawej): Eversbusch, Julius Hallervorden, Quast, Oskar Gagel, Kutter, Yushi Uchimura, Yushi Funakawa, Metz, Deisler. Siedzą: Adele Grombach, Hélène Gamper, Eduard Gamper, Spielmeyer, Hugo Spatz, NN, NN

Syn Kanzō Uchimury, chrześcijańskiego nauczyciela, myśliciela, pisarza, znawcy i badacza Biblii. 
Yūshi Uchimura studiował na Tokijskim Uniwersytecie Cesarskim. W 1923 roku ukończył studia i został asystentem w klinice psychiatrycznej u Shūzō Kure. 
W 1925 roku wyjechał na dalsze studia do Europy i odbył kurs neuropatologii w Instytucie Cesarza Wilhelma w Monachium u Walthera Spielmeyera (od czerwca 1925 do kwietnia 1927 roku). 
Po powrocie do Japonii został w 1928 roku profesorem psychiatrii w szkole medycznej Uniwersytetu Hokkaido. Jego uczniami byli m.in. Haruo Akimoto i Hirotarō Narabayashi. 
W 1936 roku został profesorem psychiatrii na Uniwersytecie Tokijskim i dyrektorem uniwersyteckiej kliniki psychiatrycznej. W latach 1953–57 był dziekanem uczelni. W 1958 roku osiągnął wiek 60 lat i musiał opuścić katedrę; został wtedy dyrektorem nowo otwartego instytutu i szpitala neuropsychiatrycznego w Tokio. Zmarł w 1980 roku, wspomnienie o nim napisał Yasuo Shimazono.
Od dzieciństwa pasjonował się grą w baseball, grał na pozycji miotacza (był leworęczny). W latach 1962–65 był 3. komisarzem Japońskiej Ligi Baseballu Profesjonalnego.
Uchimura był autorem istotnych prac na temat patologii hipokampa. Największa z tętnic zaopatrujących ten obszar mózgu określana bywa jako tętnica Uchimury. Zapoznał japońskich psychiatrów z pracami Jaspersa i Schneidera, w 1953 roku przetłumaczył na japoński Allgemeine Psychopathologie pierwszego z nich. Razem z Haruo Akimoto prowadził badania nad epidemiologią schizofrenii w Japonii w latach 30. Wspólnie z Oyamą poszukiwał nieprawidłowości budowy ośrodkowego układu nerwowego u chorych na schizofrenię, odnotowując m.in. poszerzenie układu komorowego. W 1933 roku, razem z Michitomo Hayashim, Ryuji Nakamurą i Shichikuro Uematsu, założył czasopismo „Folia Psychiatrica et Neurologica Japonica” (od 1986 roku „Psychiatry and Clinical Neurosciences”).

## Wybrane prace
- Experimentelle Untersuchungen zur Biologie des Rauschbrandbacillus[8]. (1921)
- Untersuchungen über Rauschbrandbakterien; ein Beitrag zur Kenntnis der pathogenen Anaerobier. Deutsche Medizinische Wochenschrift 47, s. 738 (1921)
- Über die Gefäßversorgung des Ammonshornes[9]. (1928)
- Zur Pathogenese der örtlich elektiven Ammonshornerkrankung[10]. (1928)
- Über die Blutversorgung der Kleinhirnrinde und ihre Bedeutung für die Pathologie des Kleinhirns[11]. (1929)
- Zur Kenntnis der Histopathologie und Pathogenese der Wilson-Pseudosklerosegruppe[12]. (1929/30)
- Experimentelle Untersuchungen über die Ortsbestimmung der zentralen degenerativen Veränderungen durch den Liquorfaktor[13] (1933)
- Uchimura Y, Oyama K. Zur Studie der Schizophrenie auf Grund der Encephalographie. Neurologia, 37, ss. 253-295 (1934)
- Katsunuma S, Uchimura Y. Klinik und Pathologie des Zwischenhirns. Psychiatria et Neurologia Japonica 40, ss. 53-7 (1936)
- Imu, a malady of the Ainu. Lancet 1, ss. 1272–1273 (1935)
- Tenkan no shindan to chiryō. Kanehara, 1939
- Uchimura Y, Akimoto H, Kan O, Abe Y, Takahashi K, Inose T, Shimazaki T, Ogawa N. Ueber die vergleichend-psychiatrische und erbpathologische Untersuchung auf einer japanischer Insel. Psychiatria et Neurologia Japonica 44, ss. 745-782 (1940)
- Seishin igakusha no tekisō. Dōmei, 1947
- Zur Gehirnpatologie der Atom-Bombenschädigungen[14] (1952)
- Asahi katei no igaku: Asahi's household medicine. Asahi Shimbunsha, 1955
- Waga ayumishi seishin igaku no michi: Path of psychiatry I have followed. Misuzu Shobo, 1969, 389 ss.
- Basic problems in psychiatry; structural concepts for understanding mental disorders. Igaku Shoin, 1972, 385 ss.